# Premiações extraoficiais do Carnaval de Vitória
No Carnaval de Vitória, existem diversas premiações extraoficiais concedidas pela imprensa ou por especialistas da área para a melhor agremiação e seus segmentos. Tais premiações são independentes do resultado oficial dado pela LIESGE nas competições entre agremiações. Muitas vezes a preferida na opinião dos julgadores do prêmio não é a mesma que vence o resultado oficial.

## Premiações vigentes

### Troféu Capixabices
- Descrição: O Troféu Capixabices é atualmente uma das principais premiações do carnaval capixaba, premiando o Grupo Especial, Grupo de Acesso A, e Grupo de Acesso B. Surgiu nos minidesfiles de agosto premiando as agremiações como forma de diversão, e depois de tornou uma premiação oficial, contando até mesmo com evento especial para entrega dos troféus.
- Organização: Capixabices Podcast
- Período de Atividade: 2023-presente
- Escolha dos vencedores: Júri especializado (votação e equipe do podcast)
- Contemplados: Grupo Especial, Grupo de Acesso A e B

### Prêmio Feras do Carnaval Capixaba
- Descrição: O Prêmio Feras do Carnaval Capixaba já era uma premiação consagrada no carnaval carioca, e que em 2023, em parceria com as ligas do carnaval de Vitória, e a secretaria de cultura de Vitória, se tornou uma premiação também do solo capixaba.[1]
- Organização: Revista Feras do Carnaval
- Período de Atividade: 2023-presente
- Escolha dos vencedores: Júri especializado (equipe da revista)
- Contemplados: Grupo Especial, Grupo de Acesso A

## Premiações extintas

### Troféu Faisão de Ouro
- Descrição: O Faisão de Ouro foi uma premiação organizada pela revista Viva Samba, que premiava personalidades e agremiações que se destacavam no Carnaval de Vitória.[2] A premiação não atua mais no carnaval capixaba, por motivos desconhecidos.
- Organização: Viva Samba[2]
- Período de Atividade: 2008-2020
- Escolha dos vencedores: Júri popular e Júri Oficial
- Contemplados: Grupo Especial, Grupo de Acesso A